# Limun
Limun (lat. Citrus x limon) je drvo iz roda Citrus (porodica rutvice (Rutaceae)) i njegov plod. Rezultat je davnog ukrštanja po svoj prilici pomela i citrona, ali već vekovima uspeva kao samostalno drvo koje se razmnožava reznicama ili kalemljenjem.
Elipsoidni žuti plod limunovog drveta se koristi za kulinarske i nekulinarske svrhe širom sveta, prvenstveno zbog njegovog soka, koji ima kulinarske i nekulinarske primene. Pulpa i kora (cedra) se isto tako koriste u kuvanju i pečenju. Limunov sok sadrži oko 5% do 6% limunske kiseline, sa pH vrednošću od oko 2,2, što daje soku kiseo ukus. Prepoznatljivi kiseli ukus soka od limuna ga čini ključnim sastojkom mnogih tipova pića i hrane, kao što su limunada i kolač od limuna.

## Istorija
Poreklo limuna nije precizno poznato, mada se smatra da je limun prvobitno uzgajan u Asamu (regionu u severoistočnoj Indiji), severnoj Burmi ili Kini. Jedna studija genetičkog porekla limuna je ustanovila da je on hibrid između gorke pomorandže (kisele pomorandže) i citrona.
Limun je ušao u upotrebu u Evropi kroz južnu Italiju u drugom veku, tokom vremena antičkog Rima. Međutim, ova biljka nije bila široko kultivisana. Limun je kasnije uveden u Persiju i zatim u Irak i Egipat oko 700. godine. Prvi zapisi o limunu u literaturi potiču iz arapskih rasprava o uzgoju iz 10. veka. Limun je isto tako korišten kao ornamentalna biljka u ranim islamskim baštama. Do široke distribucije limuna u arapskom svetu i po Mediteranskom regionu je došlo između 1000 i 1150.
Prva znatna kultivacija limuna u Evropi je počela u Đenovi sredinom 15. veka. Limon je kasnije prenet u Amerike 1493. godine, kad je Kristofer Kolumbo doneo seme limuna u Hispaniolu tokom jednog od njegovih putovanja. Španska osvajanja širom Novog sveta su pomogla širenju semena limuna. On je uglavnom korišten kao ornamentalna biljka i u medicinske svrhe. U 19. veku, limun je u sve većoj meri uzgajan u Floridi i Kaliforniji.
Godine 1747, Džejms Lindovi eksperimenti na mornarima koji su bili oboleli od skorbuta obuhvatali su dodavanje soka od limuna u njihovu ishranu, mada vitamin C još uvek nije bio poznat.
Smatra se da je poreklo reči „limun” srednjeistočno. Ova reči vuče korene iz starofrancuske reči limon, zatim italijanske limone, iz arapske laymūn ili līmūn, i iz persijskie reči līmūn, što je opšti termin za citrusno voće. Ona je srodna sa sanskritskom reči nimbū, „limeta”.

## Varijeteti
Limun se širom sveta uzgaja u nebrojenim varijacijama. Razlike između novih varijacija su samo u spoljašnjem izgledu, dok njihova prehrambena svojstva i privredni značaj ostaju nepromijenjeni. Naime, limun se vrlo retko koristi kao sveže voće, tako da manje promene ukusa nisu previše važne. Za industrijsku upotrebu je dobra bilo koja varijacija osim, možda, onih koje nisu dovoljno trajne, pa ih se mora vrlo brzo nakon branja iskoristiti. Takve su, na primer, gotovo nepoznate varijacije crvenih i slatkih limuna čiji su plodovi doduše kiseli, ali su istovremeno i slatki, pa ih uzgajivači koriste kao sveže voće. Njihov plod, kad se ubere, mora se potrošiti u dva-tri dana, pa je zbog toga gotovo nepoznat.
Limun se uglavnom deli na žuti i zeleni, mada je to samo komercijalna podela, jer rastu na istom drvetu. Zeleni limun se razvija iz proletnog cveta drveta veštački izazvanom sušom koja mora trajati četrdeset dana između juna i jula. Tako dobijen proljetni plod ima tanku, zelenu koru i vrlo sočno „meso". Takav plod podnosi duga putovanja i skladištenje pa je moguć izvoz po celom svetu. Uobičajeni na tržištu žuti plodovi, rastu na istom drvetu, samo što sazrevaju zimi. Ovaj način korišćenja drveta značajno skraćuje njegov životni vek, ali kako je vrlo isplativ, vrlo često se koristi.
Soj Bonnie Brae je duguljast, glatak, tanke kože i bez semena. On je široko zastupljen u okrugu San Dijego, SAD.
Soj Eureka rađa tokom cele godine i izobilan je. Ovo je uobičajeni limun supermarketa, koji je isto tako poznat kao „četiri sezone” (Quatre Saisons) zbog njegove sposobnosti da proizvodi voće i cvet u isto vreme tokom cele godine. Ovaj varijetet je isto tako dostupan kao biljka za domaćinstva. Takođe postoji raznovrsna ružičasti Eureka limun, sa ružičastom unutrašnošću i zeleno-žuto išaranom korom.
Soj Feminelo St. Tereza, ili Sorento potiče iz Italije. Pokrovni sloj ovog voća je bogat u limunskim uljima. Ovaj soj se tradicionalno koristi za pravljenje limončela.
Soj Mejer je hibrid limuna i verovatno pomorandže ili mandarine. Dobio je ime po Franku N. Mejeru, koji ga je prvi uveo u SAD 1908. godine. Ovaj soj ima tanku koru i nešto je manje kiseo od Lisbon od Eureka limuna. Mejer limunu je potrebna veća pažnja pri transportu, te se ne uzgaja na komercijalnoj bazi. Zreli Mejer limuni često su žuto-narandžaste boje. Oni su donekle tolerantniji na mraz od drugih sojeva.
Soj Ponderosa je osetljiviji na mraz od drugih sojeva limuna. Ovo voće ima debelu koru i veoma je veliko. Pretpostavlja se da je hibrid citrona i limuna.
Soj Jen Ben potiče iz Australazije.

## Nutriciona vrednost i fitohemikalije
Limon je bogat izvor vitamina C, koji pruža 64% dnevnih potreba u 100 g serviranju (tabela). Drugi esencijalni nutrijenti, međutim, imaju neznatan sadržaj (tabela).
Limun sadrži brojne fitohemikalije, uključujući polifenole, terpene, i tanine. Poput drugog citrusnog voča, limun sadrži znatne količine limunske kiseline (oko 47  u soku).
Прехрамбена вредност представљена је однос протеина, масти и угљених хидрата (БЈУ), који је 1 / 0,1 / 3-4 г. Енергетска вредност производа одређена је бројем калорија на сваких 100 грама: вредности се крећу од 30 до 40 кцал, у зависности од врсте лимуна.

## Opis
Limun je omanje drvo, visoko od 3 do 6 metara. Mladi izboji i cvetni listići su ljubičasti. Plod je žute boje, unutrašnjost mu je bezbojna, ovalnog do gotovo okruglog oblika, obično uz peteljku malo udubljen sa šiljastim završetkom na suprotnom kraju. Kora može biti lagano hrapava ili glatka, a s unutrašnje strane je obložen je belom sunđerastom ovojnicom koja se zove albedo i nije jestiva. Biljka se ponekad uzgaja kao ukras, ali uopšte nasadi se uzgajaju radi dobijanja plodova. 
U odgovarajućem podneblju limunovo drvo rodi dva put godišnje. Proletna cvatnja iz koje izrastaju najbolji plodovi traje najmanje dva meseca. Isto toliko dugo zreli plodovi mogu čekati branje na grani, što dozvoljava neprekidno branje tokom cele zime, od novembra pa do aprila ili maja. Druga cvetnja, koja se u komercijalnim nasadima izaziva prisilno, traje u avgustu i septembru, a plodovi se počinju brati u maju, odmah nakon što se uberu zadnji zimski plodovi.
Jedan limun ima oko 57% jestive materije, na koru otpada 40%, a na semenke oko 3%. Naravno, pri tome se mora uzeti u obzir da su to prosečne vrednosti i da razni varijeteti mogu značajno odstupati od navedenog. Iz toga proizlazi da se limun ne koristi samo za dobijanje soka i limunske kiseline. Od kore se pravi kandirano voće i dobivaju esencije i pektin. Od semenki se dobija ulje, a ostatak se prerađuje za životinjsku hranu. Jedno odraslo drvo u povoljnim klimatskim uslovima daje 600 do 800 plodova godišnje.

## Kulinarske upotrebe
Limunov sok i kora se koriste u mnoštvu različitih tipova hrane i pića. Ceo limun se koristi za pravljenje marmalade, limunove surutke i limunskog likera. Režnjevi limuna i njegova kora se koriste za garniranje hrane i pića. Limunska cedra, ostrugani površinski sloj voća, se koristi za poboljšanje ukusa peciva, pudinga, riže, i drugih jela.

### Sok i esencija
Plod limuna sadrži od 40 do 50% soka. Boja soka je žuta do blijedo zelena, a ukus kiseo. Sadrži do 8% limunske kiseline, manje količine drugih organskih kiselina, oko 3% šećera i puno vitamina, prije svega C-vitamin. Prije upotrebe ga se pasterizuje ili koncentriše. Pasterizovani sok koji je i bez konzervansa trajan najmanje jednu godinu, koristi se kao dodatak jelima i pićima. Koncentrisani sok se obično koristi za dalju industrijsku preradu za gotova jela i pića.
Limunsko eterično ulje je žuta tekućina s izrazitim mirisom na limun, i potpuno je topivo u alkoholu. Sastoji se pretežno (oko 90%) od limunina. Industrijski ga deterpeniraju vakuumskom destilacijom ili uz pomoć otapala. Tako pročišćeno ulje koristi se prije svega u prehrambenoj industriji (likeri, kolači) i za izradu parfema. Industrija sredstava za čišćenje i deterdženata koristi ulje prije deterpenacije i čak ga razrjeđuje s jeftinijim proizvodima, kao npr. s parafinskim uljem.

### Kora
U Moroku, limun se konzevira u teglama ili burićima sa solju. So natapa koru, omekšava je, i stvara zaštitni sloj tako da plodovi mogu da budu postajani skoro na neodređeno vreme. Konzervirani limun se koristi na mnoštvo načina u jelima. Konzervirani limun se isto tako koristi u sicilijanskim, italijanskim, grčkim i francuskim jelima.

### Lišće
Limunovo lišće se koristi za pravljenje čaja i pri pripremi kuvanog mesa i morske hrane.

## Druge upotrebe

### Industrijska upotreba
Limun je bio primarni komercijalni izvor limunske kiseline pre razvoja procesa baziranog na fermentaciji.

### Kao sredstvo za čišćenje
Limunov sok se može koristiti za čišćenje. Prepolovljeni limu umočen u so ili prašak za pecivo se koristi za osvetljavanje bakrenog posuđa. Kiselina rastvara mrlje i abrazivi pomažu pri čišćenju. Kao sanitarni kuhinjski dezodorans sok može da osvežava, uklanja masnoću, izbeljava mrlje i dezinfikuje; kada se pomeša sa praškom za pecivo, on može da uklanja mrlje sa plastičnih kontejnera za čuvanje hrane. Ulje iz limunove kore isto tako ima razne primene. Ono se koristi za čišćenje drveta i poliranje, pri čemu se njegova rastvorna sposobnost koristi za rastvaranje starih voskova, otisaka prstiju i prljavštine. Limunovo ulje i pomorandžino ulje se isto tako koriste kao netoksični insekticidni tretmani.
Prepolovljeni limun se može koristi za vlaženje prstiju osoba koje prebrojavaju velike količine novčanica, kao što su blagajnici.

### Medicina
Još puno pre moderne farmakologije se limun koristio kao lek. Kad se još nije znalo za vitamine i koliko su korisni za zdravlje, limun je korišten kao lek. Prije svega, smatralo ga se učinkovitim sredstvom protiv krvarenja otvorenih rana i za čišćenje zagnojenih rana. Limun je nezamjenjiv kod liječenja skorbuta što su znali još antički pomorci koji su na svako daleko putovanje uzimali sa sobom velike zalihe limuna.
Na Siciliji, koja je imala velike probleme sa snabdevanjem pitkom vodom, oduvijek se u sve zalihe pitke vode stavljalo svježe polovine limuna. Ljudi su iz iskustva znali da limun dezinfikuje vodu, a moderna nauka je to potvrdila. Možda iz tog prastarog običaja proizlazi današnja navika da poslužujemo vodu s režnjem limuna.
Limun je jedna od najkorisnijih namirnica na našој planetи. Limun pruža zaštitu od jako velikog broja bolesti, tako da ga neki izvori nazivaju super-hranom. On je pun nutrijenata: sadrži bioflavonoide, pektin, folnu kiselinu, vitamine C, A, B1, B6, kalijum, kalcijum, magnezijum, fosfor, mangan. Povoljno deluje na rad jetre, creva, želuca, imunog, živčanog i kardiovaskularnog sistema. Redovno konzumiranje limuna, može sprečiti bolesti poput laringitisa, bronhitisa, gripe, prehlade, artritisa, visokog krvnog pritiska, bakterijskih infekcija, bubrežnih i žučnih kamenaca, a prema najnovijim istraživanjima i raka! Zahvaljujući limunskoj kiselini, neutrali[e otrovne materije i njihovo delovanje, olakšava probavu i ubrzava razlaganje masti. Sadrži visok postotak selena i vitamina C, koji povećavaju obrambenu moć i usporavaju starenje i vitamina B, neophodnog živčanom sistemu.
100 g limuna tako pokriva 71% dnevne potrebe vitamina C za odraslu osobu i 7% dnevne potrebe kalijuma, 1% kalcijuma i 9% magnezijuma.
Limunovo ulje se može koristiti u aromaterapiji. Aroma limunovog ulja ne utiče na ljudski imunski sistem, but may contribute to relaxation.

### Druge upotrebe
Jedan obrazovni naučni eksperiment se sastoji od pričvršćivanja elektroda na limun i njegovog korištenja kao baterije za produkciju elektriciteta. Mada veoma male snage, nekoliko limunskih baterija mogu da napajaju mali digitalni časovnik. Ovi eksperimenti isto tako funkcionišu sa drugim voćem i povrćem.
Limunov sok se može koristiti kao jednostavno nevidljivo mastilo, koje se razvija toplotom.

## Hortikultura
Za uzgoj limuna je neophodno da minimalna temperatura ne pada ispod 7 °C (45 °F), tako da stabla nisu produktivna tokom cele godine u umerenoj klimi. Citrus je neophodno minimalno obrezivanje radi uklanjanja previše gustih grana, prim čemu odsecanje najviših grana podstiče žbunasti rast. Tokom leta, zakidanje najbujnijih mladica osigurava izobilniji razvoj krošnje. Odrasle biljke mogu da formiraju neželjene, brzo rastuće izdanke zvane vodeni izdanci. Oni su uklanjaju sa glavnih grana pri dnu ili sredini biljke.

## Najveći proizvođači
Godine 2014, svetska produkcija limuna (podaci su kombinovani sa limetom) je bila 16,3 miliona tona. Najveći proizvođači su bili Indija, Meksiko, Kina, Argentina, i Brazil, koji su kolektivno ostvarili 59% totalne proizvodnje (tabela).
Podaci se odnose na 2004
| Rang | Država    | Količina (1000 t) | Rang | Država       | Količina (1000 t) |
| ---- | --------- | ----------------- | ---- | ------------ | ----------------- |
| 1    | Meksiko   | 1.825             | 9    | Italija      | 550               |
| 2    | Indija    | 1.420             | 10   | Turska       | 535               |
| 3    | Iran      | 1.100             | 11   | Egipat       | 300               |
| 4    | Španija   | 1.050             | 12   | Peru         | 255               |
| 5    | Argentina | 950               | 13   | Južna Afrika | 210               |
| 6    | Brazil    | 950               | 14   | Čile         | 150               |
| 7    | SAD       | 732               | 15   | Gvatemala    | 143               |
| 8    | Kina      | 618               | 16   | Grčka        | 110               |

## Galerija
- Drvo limuna
- Stablo pune veličine
- Limun
- Limun
- Cvet
- Limunove sadnice
- Prošarani rozi limun
- Odrasli linuni

## Spoljašnje veze
- . (на енглеском)